# Хорловский сельский совет (Каланчакский район)
Хорловский сельский совет (укр. Хорлівська сільська рада) — входит в состав
Каланчакского района
Херсонской области
Украины.
Административный центр сельского совета находится в 
с. Хорлы
.
Адрес: Херсонская обл., Каланчакский р-н, с. Хорлы, ул. Школьная, д. 31.

## История
- 1897 — дата образования.

## Населённые пункты совета
- с. Хорлы